# Famille des Régnier
 (octobre 2014).
Si vous disposez d'ouvrages ou d'articles de référence ou si vous connaissez des sites web de qualité traitant du thème abordé ici, merci de compléter l'article en donnant les références utiles à sa vérifiabilité et en les liant à la section « Notes et références ».
Pour les articles homonymes, voir Régnier.
La famille des Régnier est une famille franque de la noblesse lotharingienne remontant au IXe siècle et à l'origine de plusieurs maisons : maison de Hainaut, maison de Brabant, maison de Montfort-l'Amaury, maison de Hesse (seule branche subsistante aujourd'hui).

## Origine
La lignée des Régnier est proche des Carolingiens dès la première génération connue, car l'ancêtre de la lignée Gislebert, comte de Meuse se marie avec Emengarde, fille de l'empereur Lothaire Ier, qu'il avait enlevée.

## Branches

### Maison de Hainaut
Son fils Régnier Ier fut comte de Hainaut et conseiller du roi de Lotharingie Zwentibold. Il eut lui-même deux fils : Gislebert, duc de Lotharingie, et Régnier II, comte de Hainaut. Gislebert fut tué pendant une révolte, mais Régnier II fut l'ancêtre d'une lignée de comtes de Hainaut, et à ce titre, la famille de Régnier est assimilée à la maison de Hainaut.
Régnier III se révolta à plusieurs reprises contre les rois de Germanie. Il fut exilé en Bohême et sa famille de réfugia à la cour du roi de France. Les deux fils aînés de Régnier III purent reconquérir les fiefs de leur père : Régnier IV eut le comté de Hainaut et Lambert Ier le comté de Louvain. 
La branche aînée, issue de Régnier IV, s'éteignit en 1093 avec Roger de Hainaut, évêque de Châlons-sur-Marne.

### Maison de Brabant
Pour les articles homonymes, voir Brabant.
Les descendants de Lambert Ier et de son épouse, Gerberge, fille du duc Charles de Basse-Lotharingie, furent comtes de Louvain et de Bruxelles. Après la mort du comte palatin de Lotharingie, Hermann II, le 20 septembre 1085, le comte Henri III de Louvain reçut le landgraviat de Brabant (fief impérial situé entre la Dendre et la Senne). 
Puis le fils de ce dernier, Godefroi Ier, reçut le duché de Basse-Lotharingie en 1106. Ce dernier duché fut définitivement acquis par sa lignée avec le mariage en 1155 de son petit-fils, Godefroy III de Louvain, avec l'héritière de l'autre famille qui revendiquait la Basse-Lotharingie, Marguerite de Limbourg, fille d'Henri II, comte de Limbourg, et de Mathilde de Saffenberg.
Enfin, le fils de Godefroy III, Henri Ier de Brabant, dit le Courageux, né vers 1165 et mort à Cologne le 5 septembre 1235, prit le premier le titre de duc de Brabant. Cette branche s'éteignit en 1406 avec Jeanne de Brabant, fille du duc Jean III le Triomphant.

### Maison de Hesse
On trouve encore une branche cadette des ducs de Brabant dans les landgraves (puis grand-ducs) de Hesse. En effet, le duc Henri II de Brabant (1207–1248), veuf de Marie de Hohenstauffen, se remaria vers 1240 à Sophie de Thuringe, fille de Louis IV, landgrave de Thuringe, et d'Élisabeth de Hongrie (canonisée en 1235). Ils eurent :
- Henri Ier (1244–1308), landgrave de Hesse, tige de la maison de Hesse ;
- Élisabeth (1243–1261), mariée en 1254 à Albert Ier (1236–1279), duc de Brunswick-Lunebourg.

Les membres de la maison de Hesse régnèrent sur :
- le duché de Hesse (1275–1308, 1311–1458, 1500–1567) ;
- la Hesse-Cassel, ou Électorat de Hesse (1308–1311, 1458–1500, 1567–1866) ;
- la Hesse-Darmstadt (1567–1806), qui devint le grand-duché de Hesse (1806–1918) ;
- la Hesse-Rotenbourg (1627–1812) ;
- la Hesse-Wanfried (1649–1755) ;
- la Hesse-Cassel-Rumpenheim (1803–1918) ;
- la Hesse-Hombourg (1622–1866) ;
- la Hesse-Philippsthal (1663–1868) ;
- la Hesse-Philippsthal-Barchfeld (1721–1806, 1813–1866) ;
- le royaume de Suède (1720–1751) ;
- la principauté de Bulgarie (1879–1886) ;
- le Royaume de Finlande en 1918 (de jure).

La maison de Battenberg est une branche morganatique de la maison de Hesse, issue du mariage du prince Alexandre de Hesse, fils du grand-duc Louis II avec la comtesse Julia von Hauke, qui fut titrée comtesse de Battenberg. Selon les règles de l'empire, leur descendance est exclue de la ligne de succession du trône de Hesse. Protégés par la reine Victoria du Royaume-Uni – dont une fille était grande-duchesse de Hesse et une autre, princesse de Battenberg – les Battenberg firent carrière et souche en Grande-Bretagne. En 1917, ils anglicisèrent leur nom en Mountbatten.
Les princes de Hesse (et de Battenberg) marièrent leurs filles à tous les souverains d'Europe. La grand-mère de l'actuel roi d'Espagne était une princesse de Battenberg. L'époux d'Elisabeth II, le prince consort Philip né Mountbatten (1921–2021), était le fils d'une princesse de Battenberg et le petit-fils d'une princesse de Hesse, laquelle était la sœur de la dernière tsarine de Russie (quatre princesses de Hesse épousèrent des tsars ou des grands-ducs de Russie qui tous les quatre périrent assassinés).

### Maison de Montfort-l'Amaury
Guillaume de Hainaut, le premier seigneur de Montfort-l'Amaury, était le petit-fils du comte Régnier II de Hainaut. Robert II le Pieux, roi de France, le chargea de bâtir deux forteresses en forêt d'Yvelines afin de défendre le domaine royal contre le comte de Blois. L'une fut bâtie à Épernon, l'autre plus au nord sur une butte naturelle dont les alentours furent défrichés afin de permettre l'installation de paysans. Cette seconde forteresse prit le nom de Montfort. Son successeur Amaury acheva le nouveau bourg castral, qui prit ensuite le nom de Montfort-l'Amaury.
Guillaume de Hainaut devint le châtelain de Montfort et, ayant épousé la veuve d'Hugues de Beauvais, qui était administrateur du pays d'Yvelines, lui succéda lorsque ce dernier fut assassiné. Il réussit à rendre héréditaire la nouvelle seigneurie et la transmit à son fils Amaury Ier, d'où la maison de Montfort-l'Amaury. Cette branche de la famille des Régnier fit souche dans les royaumes d'Angleterre, avec Simon de Montfort (mort en 1188) et de Jérusalem avec Philippe de Montfort (mort en 1270).
La branche anglaise de la maison s'éteignit avec Simon V de Monfort, comte de Leicester, mort en 1265.
La branche française de la maison s'éteignit avec Béatrice de Montfort, comtesse de Montfort, morte en 1311, fille de Jean Ier de Montfort.  
La maison de Montfort-l'Amaury s'éteignit définitivement avec Echive de Montfort, fille d'Onfroy de Montfort, connétable de Chypre, seigneur titulaire de Tyr et de Toron et épouse du roi Pierre Ier de Chypre. Echive mourut avant 1350.

## Généalogie
```
Gislebert
, comte de Meuse
X Ermengearde, fille de 
Lothaire I
er

│
├──>
Régnier I
er
 (850 † 915), comte de Hainaut
│   X Albérade 
│   │
│   ├──>
Gislebert
 († 939), comte du Meuse, puis duc de Lotharingie
│   │   X 928 
Gerberge de Saxe
 (915 † 984)
│   │   │
│   │   ├──>Henri († 944)
│   │   │
│   │   ├──>Albérade
│   │   │   X 
Renaud
, 
comte de Roucy

│   │   │
│   │   ├──>Hedwige
│   │   │
│   │   └──>Gerberge
│   │       X 
Albert I
er
 de Vermandois
 († 987), 
comte de Vermandois

│   │
│   ├──>
Régnier II
, comte de Hainaut
│   │   │
│   │   ├──>
Régnier III
, comte de Hainaut
│   │   │   │
│   │   │   ├──>
Régnier IV
 († 1013), comte de Mons
│   │   │   │   X 
Hedwige de France

│   │   │   │   │
│   │   │   │   ├──>
Régnier V
 († 1039), comte de Mons
│   │   │   │   │   X 1015 Mathilde de Verdun
│   │   │   │   │   │
│   │   │   │   │   └──>
Herman
 († 1051), comte de Hainaut
│   │   │   │   │       X 
Richilde de Hainaut

│   │   │   │   │       │
│   │   │   │   │       ├──>
Roger
 (†1093), 
évêque de Châlons-sur-Marne

│   │   │   │   │       │
│   │   │   │   │       └──>une fille devenue nonne
│   │   │   │   │
│   │   │   │   └──>Béatrice
│   │   │   │       X 1) 
Ebles I
er
, 
comte de Roucy

│   │   │   │       X 2) Manassès de Ramerupt
│   │   │   │
│   │   │   └──>
Lambert I
er
, (950 † 1015), 
comte de Louvain

│   │   │       X  994 Gerberge de Basse-Lotharingie (975 † 1018)
│   │   │       │
│   │   │       ├──>
Henri I
er
 († 1038), comte de Louvain
│   │   │       │   │
│   │   │       │   ├──>
Otton
 († 1040), comte de Louvain
│   │   │       │
│   │   │       ├──>
Régnier de Louvain
 
│   │   │       │   X fille de 
Baudouin IV de Flandre

│   │   │       │   │
│   │   │       │   └──>
Régnier de Hasnon
, margrave de Valenciennes (1047- †vers 1049)
│   │   │       │       │
│   │   │       │       └──> 
Richilde de Hainaut

│   │   │       │
│   │   │       └──>
Lambert II
  († 1054), comte de Louvain
│   │   │           X Ode de Verdun
│   │   │           │
│   │   │           ├──>
Henri II
, (1020 † 1078), comte de Louvain
│   │   │           │   X Adèle
│   │   │           │   │
│   │   │           │   ├──>
Henri III
 († 1095), comte de Louvain, landgrave du Brabant
│   │   │           │   │   X Gertrude de Flandre (1080 † 1117)
│   │   │           │   │
│   │   │           │   ├──>
Godefroy I
er
 (1060 † 1140), comte de Louvain, landgrave du Brabant et duc de Basse-Lotharingie
│   │   │           │   │   X 1) Ide de Chiny (1078 † 1117)
│   │   │           │   │   X 2) 1120 
Clémence de Bourgogne
 († 1133)
│   │   │           │   │   │
│   │   │           │   │   ├─1>
Godefroy II
 (1107 † 1142), comte de Louvain, landgrave du Brabant et duc de Basse-Lotharingie
│   │   │           │   │   │   X Lutgarde de Soulzbach (1109 † 1163)
│   │   │           │   │   │   │
│   │   │           │   │   │   └──>
Godefroy III
 (1140 † 1190), comte de Louvain, landgrave du Brabant et duc de Basse-Lotharingie
│   │   │           │   │   │       │
│   │   │           │   │   │       └──> 
descendance : ducs de Brabant

│   │   │           │   │   │
│   │   │           │   │   ├─1>
Adélaïde
 († 1151)
│   │   │           │   │   │   X 1) 
Henri I
er
 d'Angleterre
 (1068 † 1135)
│   │   │           │   │   │   X 2) 
Guillaume d'Aubigny
 († 1176), 
comte d'Arundel
 et de 
Lincoln

│   │   │           │   │   │
│   │   │           │   │   ├─1>Ide
│   │   │           │   │   │   X 
Arnould I
er
, 
comte de Clèves

│   │   │           │   │   │
│   │   │           │   │   ├─1>Clarisse
│   │   │           │   │   │
│   │   │           │   │   ├─1>Henri, moine
│   │   │           │   │   │
│   │   │           │   │   └─2>Gosuin ou Jocelin
│   │   │           │   │       │
│   │   │           │   │       └──> 
seigneurs de Percy

│   │   │           │   │
│   │   │           │   ├──> Adalbéron († 1128), 
évêque de Liège

│   │   │           │   │
│   │   │           │   └──> Ide (1077 † 1107/1139)
│   │   │           │        X 1084 
Baudouin II
 († 1098), 
comte de Hainaut

│   │   │           │
│   │   │           ├──>Régnier (†1077)
│   │   │           └──>Gerberge
│   │   │
│   │   ├──>Rodolphe, comte en Maasgau et en Haspengau
│   │   ├──>Liéthard
│   │   │   │
│   │   │   │l'un des deux est père de :
│   │   │   └──>
Guillaume de Hainaut
, 
seigneur de Montfort

│   │   │       │
│   │   │       └──> 
Maison de Montfort-l'Amaury

│   │   │
│   │   └──>Ne X Nevelong († 953), comte en Betuwe 
│   │
│   └──>Ne X 
Bérenger
, 
comte de Namur

│
└──>Albert, comte en Maasgau
```